# 桜沢いづみ
桜沢 いづみ（さくらざわ いづみ）はイラストレーター、漫画家、アダルトゲームを中心に活動する女性原画家。山口県出身。
絵のタッチがパステルトーンを基調とし、同職の成瀬ちさとにも似る。男性だけでなく女性にも人気がある。
犬耳など、獣耳のついたキャラを描くのが好きだという。

## 作品
アダルトゲーム
- 男性向けなど
  - Silence 聖なる夜の鐘の中で……（e-エ・レ・キテル）
  - re-laive（KLEIN）
  - り・れいぶもえもえふぁんでぃすく（KLEIN）（上記re-laiveのファンディスク）
  - ぴゅあぴゅあ（KLEIN）※PS2に移植
  - ワンコとリリー（CUFFS）
  - 桜吹雪 〜千年の恋をしました〜（Silver Bullet）
  - 汐見崎学園演劇部 恋ぷれ 〜あなたといちゃいちゃろーるぷれいんぐ!〜(Meteor)
  - 夏雪〜summer_snow〜（Silver Bullet）
  - ふるーつふるきゅーと！～創生の大樹と果実の乙女～（アボカド，DMM GAMES）

- 女性向け
  - ラシエルの箱庭－少年と解放の呪文－（b_works）

一般ゲーム
- 男性向け
  - CROSS WORLD ～見知らぬ空のエターティア～（ブロッコリー）
- 女性向け
  - はかれなはーと 誰がために君はある?（Russell.pure）（2007年2月23日発売）
  - はかれなはーと 君がために輝きを（Russell.pure）（2007年11月29日発売）

画集
- 『桜沢いづみ個人画集 La Cerisaie』（メディアワークス、2005年3月5日初版発行）ISBN 4-8402-2945-7
- 『「ears,years」桜沢いづみ画集 second season』（アスキー・メディアワークス、2012年4月26日初版発行）ISBN 978-4-04-886426-8

小説
- テツワンレイダー（大楽絢太著、富士見ファンタジア文庫）
- プリズミックデイズ（琴塚守里著、KCG文庫）

その他
- デンキ街の本屋さん（第5話エンドカード）
- うちのメイドがウザすぎる!（第9話エンドカード）
- かぎなど（第9話エンドカード）